# Fenestrelle
Fenestrelle – miejscowość i gmina we Włoszech, w regionie Piemont, w prowincji Turyn.
Według danych na rok 2004 gminę zamieszkiwało 615 osób, 12,6 os./km².